# Дом Уильяма Куорлза
Дом Уильяма Куорлза (англ. W.J. Quarles House), известный также как Гринвейл (англ. Greenvale) — историческая резиденция в Лонг-Бич (штат Миссисипи, округ Гаррисон, США). Построенный в 1892 году, дом был включён в Национальный реестр исторических мест в 1980 году, а в 2012 году получил статус достопримечательности Миссисипи.

## История
Уильям Джеймс Куорлз был сельским школьным учителем из Теннесси. В январе 1884 года он купил одноэтажный дом в маленькой деревне Лонг-Бич на юге Миссисипи, и жил в нём со своей семьёй до постройки нового двухэтажного дома. В Лонг-Бич в тот момент проживало всего тринадцать других семей; не было ни магазина, ни почтового отделения, ни школы. Поселенцы ходили в Пасс-Крисчен, чтобы купить припасы и получить почту. Весной 1884 года Куорлз построил магазин в своём дворе, а в сентябре был назначен первым почтмейстером города. Почтовое отделение располагалось в здании магазина (ныне снесённом). Джефф-Дэвис-Авеню, одна из главных улиц города, появилась как путь к магазину Куорлза, который прокладывали поселенцы, жившие на берегу моря.
В 1884 году Куорлз и его друг Джим Томас основали в Лонг-Бич фермерское хозяйство, которое в значительной степени способствовало быстрому росту посёлка в 1890-х и начале 1900-х годов. Фермеры переезжали сюда, вступали в ассоциации производителей овощей, которые организовал Куорлз, и к началу 1900-х годов Лонг-Бич стал ведущим центром грузоперевозок и южной «столицей редиса». Город был зарегистрирован в 1905 году. В Лонг-Бич проживало 900 человек в черте города, и около 450 человек к северу от города. Куорлз был назван «деканом дальнобойщиков» в статье, которая появилась в газете «Woman’s Daily Herald» 12 октября 1911 года. В 1921 году садоводы Лонг-Бич отправили 330 вагонов с редисом и другими овощами на северные рынки, что стало рекордным сезоном. Куорлз также был пионером в выращивании орехов пекан в этом районе. По словам Джеймса Стивенса, историка побережья Миссисипи, «Куорлз выкристаллизовал Лонг-Бич и был катализатором, ответственным за его ранний рост».
Куорлз также был отцом школьной системы Лонг-Бич. В 1884 и 1885 годах он обучал одиннадцать детей школьного возраста в передней комнате своего дома. В 1886 году на месте нынешней начальной школы на Джефф-Дэвис-Авеню была построена однокомнатная школа. Будучи крайне заинтересованным в образовании, Куорлз подарил общине участок для строительства и пиломатериалы для строительства школы в Северном Лонг-Бич, чтобы дети фермеров в этом районе получили доступную школу. Позднее школа была названа в его честь. Сегодня офисы школьного округа находятся в начальной школе Уильяма Джеймса Куорлза, третьей школе Куорлза, обслуживающей этот район. Будучи школьным попечителем, большую часть своей активной жизни он и его жена размещали учителей в своём доме, и вместе с двумя или тремя другими меценатами платили учителям зарплату. Дом Куорлза — бизнесмена, почтмейстера, педагога и фермера — старейшее из сохранившихся сегодня строений в Лонг-Бич. Оно считается местом рождения города.

## Архитектура
Двухэтажный дом Куорлза был построен в 1892 году напротив железной дороги Луисвилл—Нашвилл. Здание было построено на лесистом и относительно ровном участке и обращено на юг. Уильям Джеймс Куорлз со своей семьёй проживал в этом доме до 1924 года.
Дом Уильяма Куорлза — симметричный двухэтажный пятипролётный деревянный каркасный дом, обшитый вагонкой. Здание в основном относилось к традиционному стилю. Дом стоит на открытом фундаменте в виде кирпичных столбов. Дом имеет двухскатную металлическую крышу с центральным фронтоном на южном (переднем) фасаде. Передний фронтон имеет декоративный конёк и покрыт деревянной черепицей в виде трёх полос. Подъёмные окна с двухстворчатыми ставнями остались закрытыми со времён урагана Фредерик, прошедшего в 1979 году. Хотя главный вход на первом этаже был заколочен досками для защиты от вандалов, в доме сохранились оригинальные наружные двери.
Строение имело по четыре комнаты на каждом этаже. Все оригинальные наличники и четырёхпанельные двери сохранились. Стены и потолки обиты досками и оклеены обоями. Внутри дома был сложен камин. Все каминные полки — оригинальные или датируются началом XX века и имеют относительно простой дизайн. Имеется один внутренний дымоход.
К дому первоначально было пристроено двухэтажное крыльцо в стиле Истлейк с резными столбами и балюстрадой, что придавало дому особый архитектурный характер (см. раннее фото). Крыльцо было демонтировано после того, как оно было повреждено ураганом «Камилла» в 1969 году, однако его планировалось восстановить из нескольких сохранившихся фрагментов. Резные балконы также были демонтированы после повреждения ураганом «Камилла» и не были восстановлены к моменту внесения дома в Национальный реестр в 1980 году.

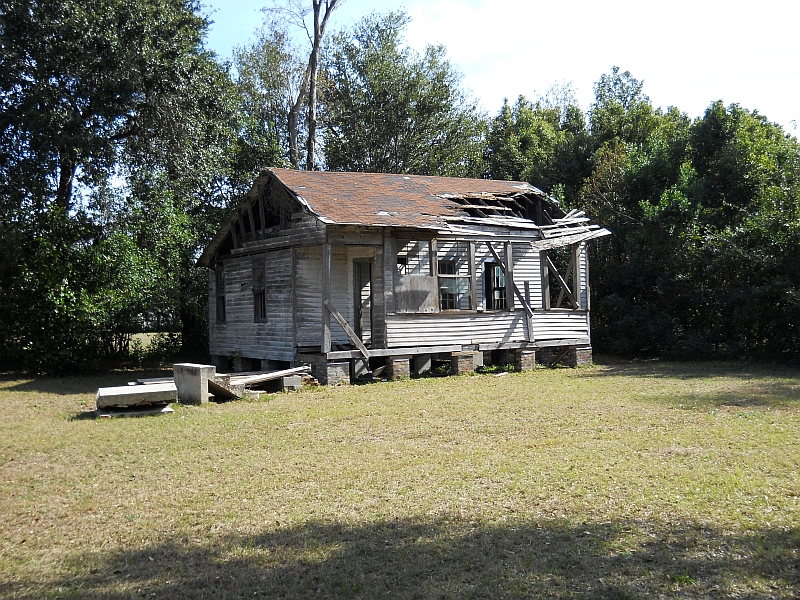
Коттедж Джеймса Куорлза, январь 2013

К дому примыкает небольшой двухкомнатный коттедж, построенный в конце XIX века — в нём хранятся оригинальные декоративные деревянные элементы от демонтированного крыльца. В 1884 году коттедж был частью одноэтажного дома, в котором семья Куорлз жила, пока строился новый двухэтажный дом. Одноэтажный дом был снесен в 1930-х годах, а часть коттеджа демонтирована. Веранда коттеджа была сделана после 1937 года.
Озеленение вокруг дома включало розы, магнолии и пеканы.
Во второй половине XX-го века дом пустовал и был опечатан.

## Современность
16 октября 1980 года дом и коттедж Куорлзов был внесён в Национальный реестр исторических мест США. В это время дом находился в хорошем состоянии, несмотря на несколько потрёпанный вид в результате ураганов.
В 2003 году Фонд наследия Миссисипи включил дом Куорлза список десяти исторических мест Миссисипи, находящихся под угрозой исчезновения.
В 2005 году в результате урагана Катрина была разрушена крыша дома Куорлза. Она была восстановлена благодаря усилиям Фонда наследия Миссисипи.
Поскольку дом находился на территории, которая была ценной для коммерческой застройки в Лонг-Бич, владелец запросил разрешение у хранителя Национального реестра исторических мест для перемещения строения примерно на 122 метра к северо-востоку, рядом с семейным кладбищем Куорлз. Перемещение было одобрено в 2012 году. Работы по перемещению осуществляла компания David Rush Construction. После перемещения была начата реставрация сооружения для достижения исторической достоверности.
7 сентября 2012 года дом и коттедж Уильяма Куорлза был внесён в перечень достопримечательностей Миссисипи.
В 2021 году городской совет планировал провести работы по благоустройству территории, на которой расположен дом Куорлза. Для использования сооружения в качестве музея или центра приёма посетителей, места для проведения общественных мероприятий и образовательных программ планировалось выполнить модернизацию электрики и сантехники, а также установить системы отопления, вентиляции и кондиционирования воздуха. Для реставрации здания фонд Gulf Coast Restoration выделил грант в размере 2 млн долларов США.